# Serpentine

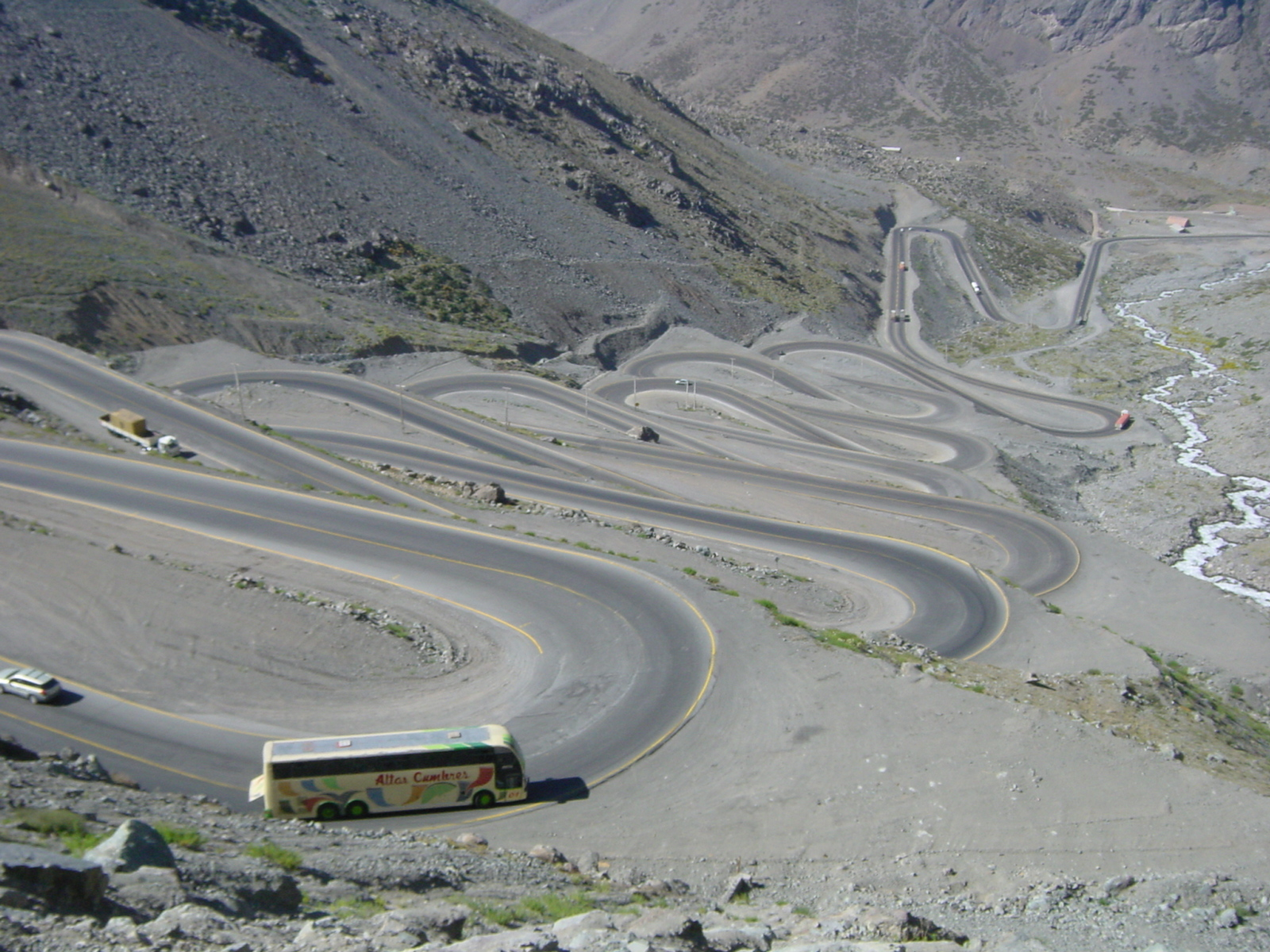
Serpentine an einem Berghang in Chile

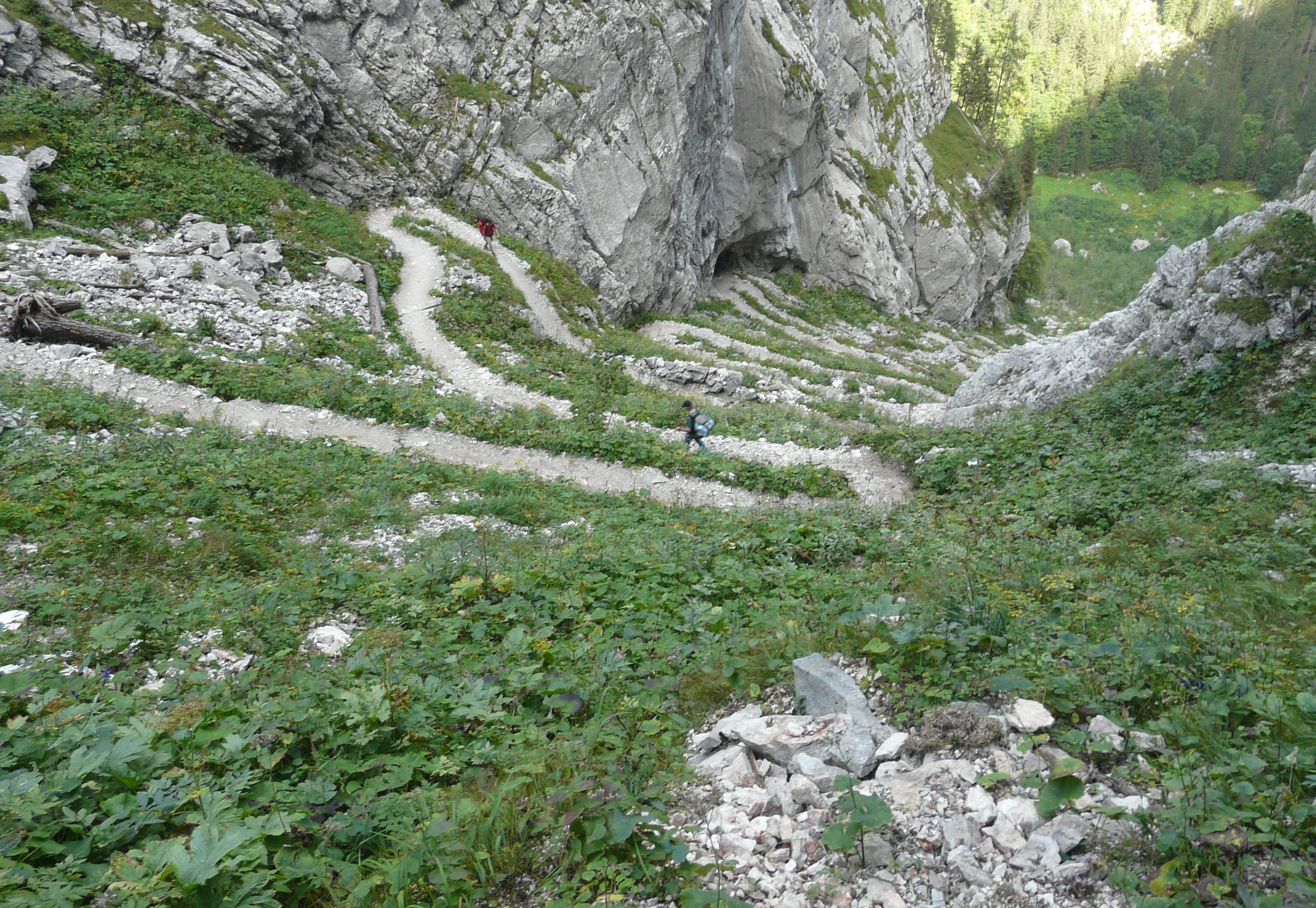
Serpentinen des Wanderwegs in der Saugasse

Der Begriff Serpentine (lat. serpens ‚Schlange‘) bezeichnet einen schlangenförmig bzw. in mehreren engen Kehren angelegten Weg oder eine ebensolche Straße an einem Berghang. Auch für den schlangenförmigen Verlauf eines Flusses (vgl. Mäander) oder Kanals wird der Begriff bisweilen verwendet.

## Entstehung
Die Serpentine stellt die natürlichste Art dar, einen Hang zu überwinden, dessen Steilheit die Leistungsfähigkeit des Menschen, des Tieres oder der Maschine überfordert. Sie verlängert die Strecke im Vergleich zu einer direkteren Verbindung um ein Vielfaches und macht es damit möglich, den gleichen Höhenunterschied mit geringeren Steigungen zu überwinden. Aus diesem Grund spielt die Serpentine schon seit langer Zeit eine wichtige Rolle im Straßen- und Wegebau. Reste von einfachen, bereits im Altertum angelegten Serpentinen im Alpenraum (wie etwa der San-Bernardino-Pass oder die römische Straße bei Obertauern) bezeugen dies.
Mit dem Aufkommen des Automobils wurde das Befahren der alten Serpentinen zunehmend zum Problem. Die engen und schwach befestigten Kehren, bisher nur von Menschen oder Lasttieren genutzt, genügten den Anforderungen oftmals nicht mehr. Es wurde daraufhin (insbesondere bei bedeutenden Straßenverbindungen) versucht, die bestehenden Kehren zu verbreitern und die Fahrbahn besser zu befestigen. Soweit es möglich war, wurden auch neue Streckenführungen (oftmals mit Ingenieurbauwerken) gebaut.
Trotz aller Bestrebungen Serpentinen zu vermeiden, ist deren Notwendigkeit auch heute noch gegeben. Weltweit dienen sie zur Erschließung von Berghängen oder zur Überwindung eines Gebirges oder einer Steilküste. In manchen Fällen zeichnen sich Serpentinen auch durch eine landschaftlich reizvolle Streckenführung aus (Panoramastraße), sodass die Funktion als Ausflugs- und Erholungsstraße in den Vordergrund rückt.

## Trassierung

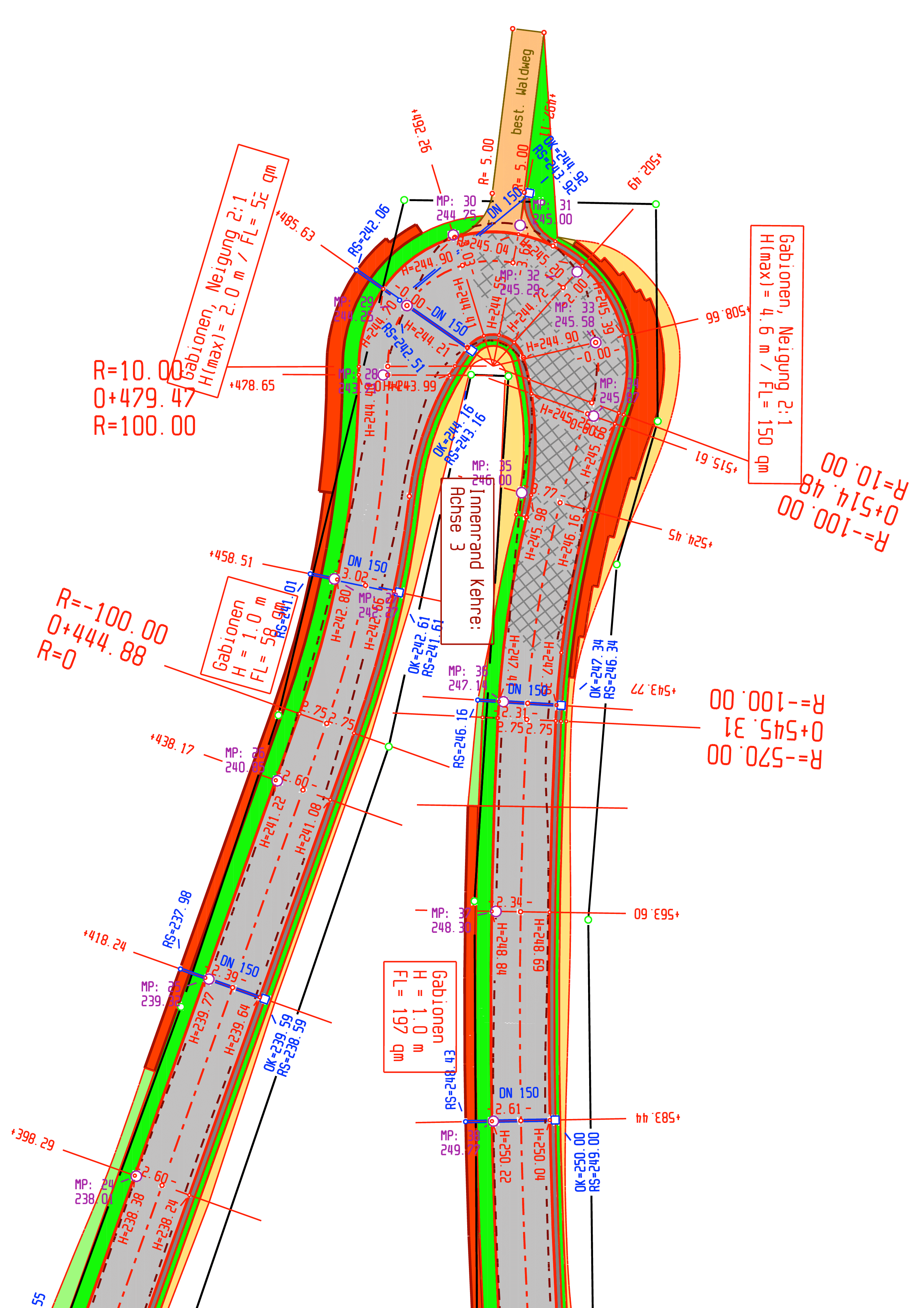
Lageplan einer Kehre

Die Trassierung einer Serpentine gestaltet sich äußerst anspruchsvoll und erfordert weitreichende Kenntnisse in der Straßenplanung. 
Im Gegensatz zur Trassierung auf freier Strecke folgt die Planung einer Serpentine fast ausschließlich fahrgeometrischen Grundsätzen. Dies bedeutet insbesondere, dass keine abgestimmte Radienfolge (Relationstrassierung) zur Anwendung kommt, sondern die jeweiligen Schleppkurven des Bemessungsfahrzeuges maßgebend sind. Das Hauptaugenmerk bei der Planung liegt dabei auf den einzelnen Kehren einer Serpentine. Jede dieser Kehren muss von den anderen Kehren getrennt betrachtet und eigens projektiert werden.
Beim Bau von Kehren hat es sich bewährt, dass an deren Beginn und Ende ein kurzer Gegenbogen eingefügt wird. Auf diese Weise wird dem Fahrzeugführer der bevorstehenden Richtungswechsel besser verdeutlicht. In der Kehre selbst sollte ein Mindestradius von rund 12,5 Metern (entspricht etwa einem Kurveninnenradius von 5,30 Meter) nicht unterschritten werden. Sehr kleine Radien erfordern schleppkurvenbedingt zudem eine sehr große Fahrbahnbreite, wobei bei geringer erwarteter Verkehrsdichte bewusst in Kauf genommen wird, dass viele Fahrzeuge in Kehren die gesamte Fahrbahnbreite benötigen und dort dann keine Fahrzeugbegegnung mehr möglich ist. Des Weiteren sollte die Längsneigung in der Kehre nur halb so groß sein wie die der Strecke zwischen den Kehren.

## Verkehrssicherheit

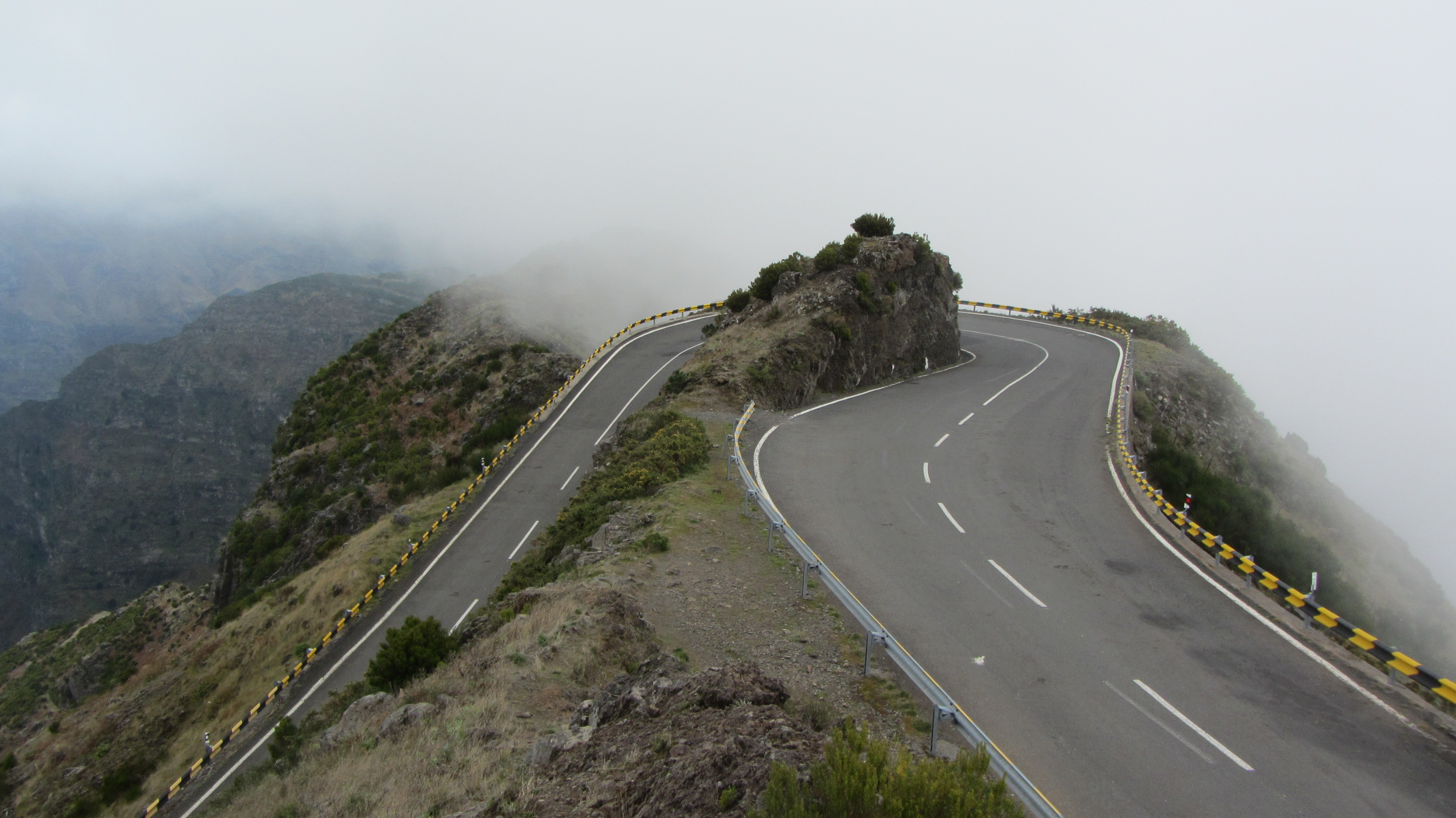
Kehre mit Fahrbahnmarkierung und Schutzplanke (Madeira)

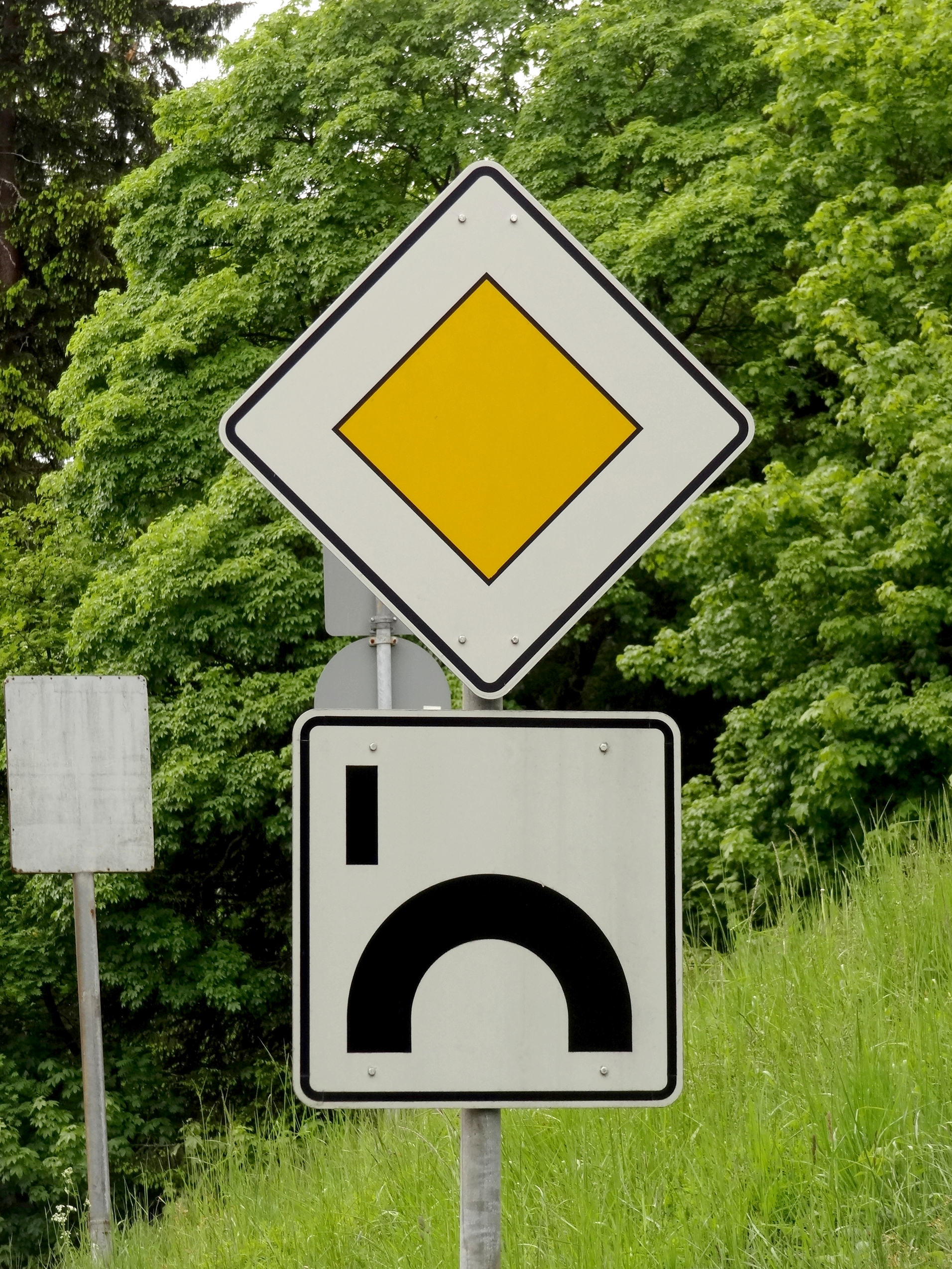
Verlauf der Vorfahrtstraße, Zusatzschild an der Kehre einer Serpentine (Deutschland)

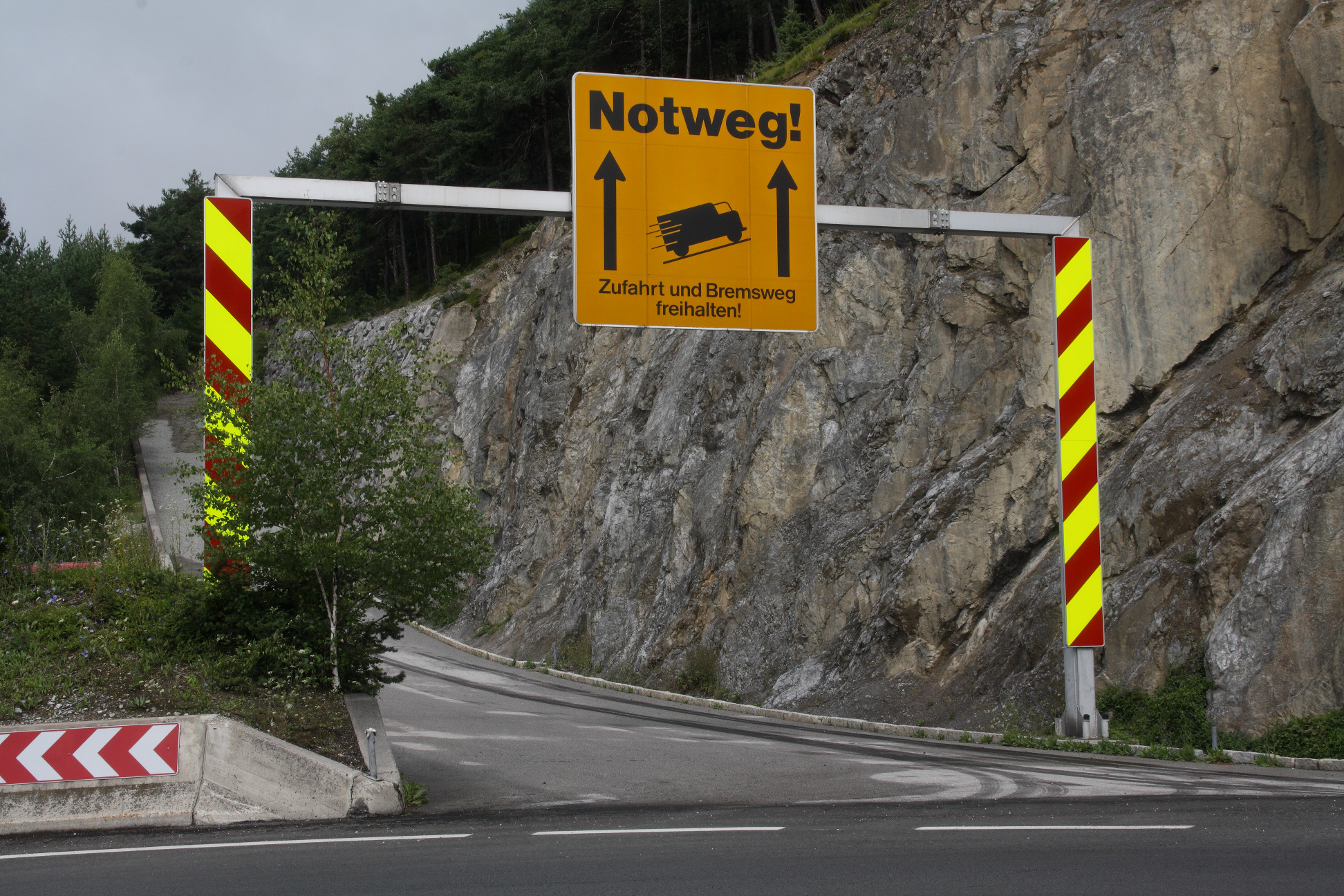
Notweg an einer Kehre (Österreich)

Aus Sicht des Verkehrsteilnehmers ist die Serpentine aufgrund ihres unstetigen Verlaufs ein Hindernis und stellt gleichzeitig aufgrund verschiedener Faktoren eine potentielle Gefahrenquelle dar. Der Fahrzeugführer muss für das Durchfahren einer Serpentine ggf. mehrmals nacheinander abbremsen, stark einschlagen und anschließend wieder beschleunigen. Vielerorts haben sich dabei gewisse Verhaltensweisen und Verhaltensregeln eingebürgert, wie etwa das Betätigen der Hupe vor einer unübersichtlichen Kehre oder der generelle Vorrang von bergfahrenden Fahrzeugen, weil der Führer eines talwärts fahrenden Fahrzeugs meist kurz vor der Kehre bereits ein Stück der Straße unterhalb der Kehre einsehen und damit entgegenkommende Fahrzeuge erkennen kann.
Zu den problematischen Faktoren zählen ganz besonders das zum Teil starke Längsgefälle sowie Einschränkungen bei der Fahrbahnbreite und das damit verbundene Risiko eines Zusammenstoßes mit dem Gegenverkehr. Erschwerend kommen oftmals noch die allgemein vorhandenen Gefahren einer Gebirgsstraße hinzu, wie etwa Steinschlag, schlechte Witterung oder eingeschränkte Sicht sowie das Abkommen von der Fahrbahn.
Um den Verkehrsteilnehmer auf diese Gefahren hinzuweisen, wird in der Regel eine entsprechende Beschilderung (Geschwindigkeitsbeschränkung, Überholverbot etc.) angebracht. Zur Verdeutlichung der Straßenführung und zur besseren Trennung des Gegenverkehrs ist in vielen Fällen zusätzlich eine Fahrbahnmarkierung vorhanden. Seitlich angeordnete Absturzsicherungen (Schutzplanken oder Betonschutzwände) sollen den Absturz beim Abkommen von der Fahrbahn verhindern. Insbesondere an Serpentinenstrecken, die von LKW befahren werden dürfen, können in regelmäßigen Abständen zudem Notwege vorhanden sein, die als Auslaufzone für talwärts fahrende Fahrzeuge mit einem Defekt an der Bremsanlage dienen.
Kann aufgrund zu enger Radien oder einer zu geringen Fahrbahnbreite eine sichere Durchfahrt für bestimmte Fahrzeugarten (wie etwa Busse oder Lkw) nicht gewährleistet werden, so wird vielfach eine Streckensperrung für diese Fahrzeuge angeordnet.

## Eisenbahn
Bei Eisenbahnstrecken kommen aufgrund der im Vergleich zum Straßenverkehr größeren Radien selten mehrere Kehren an einem Berghang vor. Beispiele sind die schmalspurige Furka-Oberalp-Bahn auf der Südwestseite des Oberalppasses oberhalb von Andermatt und die Albulabahn zwischen Preda und Bergün.